# ブロワ条約 (1509年)

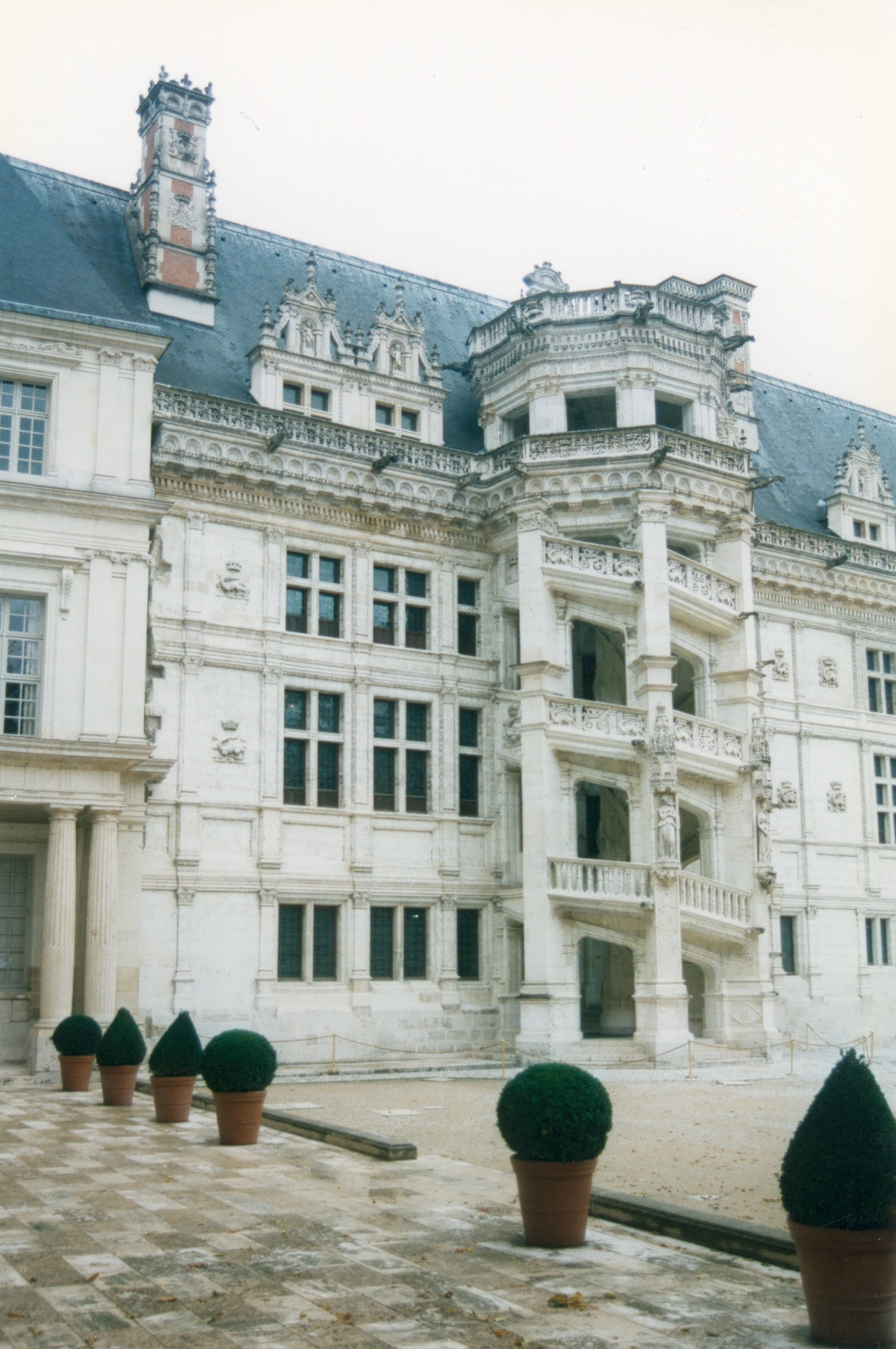
条約が締結されたブロワ城。

ブロワ条約（ブロワじょうやく、フランス語: Traité de Blois、スペイン語: Tratado de Blois）、または第三次ブロワ条約（だいさんじブロワじょうやく、英語: Third Treaty of Blois）は、1509年12月12日にアラゴン王フェルナンド2世と神聖ローマ皇帝マクシミリアン1世がブロワで締結した条約。

## 歴史
フィリップ美公が1506年9月25日に死去した後、カスティーリャの状況は不安定になっていた。ジェルメーヌ・ド・フォワとの結婚の後、アラゴンへ戻ったフェルナンド2世だったが、この事態を受けてカスティーリャへ向かう。このころ、フェルナンド2世の娘でカスティーリャ女王のフアナは狂気の兆しが現れ、統治不能に陥っており、シスネロス枢機卿はフェルナンド2世を摂政として招聘することを決めた。これにより、フェルナンド2世が再びカスティーリャ摂政になり、1507年から1516年までその位にあった。
フェルナンド2世はカスティーリャの王位継承に干渉できる立場にあるため、フアナと神聖ローマ皇帝マクシミリアン1世の間の息子カルロスの継承が危ういものとなった。1509年5月3日、ジェルメーヌ・ド・フォワがフェルナンド2世との間の息子フアンを産んだが、フアンは生後数時間で夭折した。同年秋、フアナが狂気であると宣告され、トルデシリャスに幽閉された。
フェルナンド2世に息子が出来てカルロスが継承から排除される可能性を防ぐため、フェルナンド2世とマクシミリアン1世はブロワでカスティーリャの継承に関する条約を締結した。2人はカルロスの継承権を確認、カルロスが成人するまでフェルナンド2世を摂政とすることを定めた。さらに、フェルナンド2世とジェルメーヌの間に息子が生まれた場合、その息子にはアラゴンの継承権しかないことも確認された。
アラゴン軍とカスティーリャ軍がイタリア北部での戦闘（カンブレー同盟戦争）において皇帝側で戦うことも確認された。